# مسجد الشيخ كنعان
مسجد الشيخ كنعان من مساجد العراق القديمة، ويقع في منطقة الباب الشرقي في جانب الرصافة من بغداد، في محلة قهوة شكر، وشيد وبني المسجد عام 1004 هـ/1595م، وسمي المسجد نسبة إلى الشيخ كنعان، وهو رجل صالح من سكنة الحضرة القادرية في جامع الشيخ عبد القادر الجيلاني، وظل قبره ماثلاً في هذا المسجد وسط فناءه حتى نقل باحتفال خاص نهاية الستينيات إلى مشهد سلمان الفارسي، ولقد جرى تجديد المسجد وتعميرهُ من قبل وزارة الأوقاف عام 1385 هـ/1965م، ويحتوي المسجد على مصلى واسع يتخذ شكل مثمن هندسي متساوي الأضلاع، وللمصلى محراب مبني من الآجر وتزينهُ لوحات من الآجر المزجج مكتوب عليها آيات قرآنية بخط جميل، والمسجد عامر بالمصلين حيث يتسع حرمه لأكثر من 100 مصل، وتقام فيهِ حالياً الصلوات الخمسة، والمسجد مستلم من قبل ديوان الوقف السني في العراق.